# Gabriel Gruber

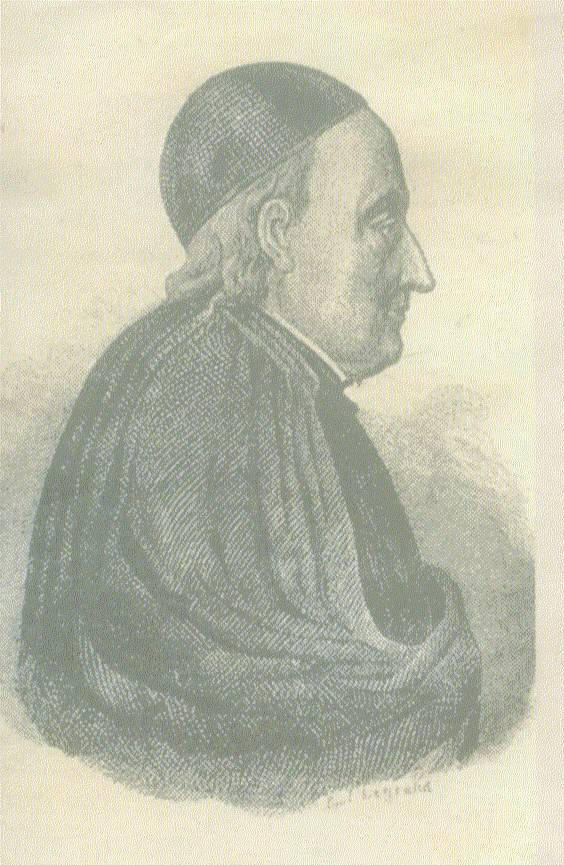
Pater Gabriel Gruber

Gabriel Gruber (* 6. Mai 1740 in Wien; † 26. Märzjul. / 7. April 1805greg. in Sankt Petersburg) war ein österreichischer Jesuit, Geowissenschaftler und Pädagoge. Er war kurzfristig Generalsuperior der Jesuiten in Russland.

## Werdegang

### Ausbildung
Gabriel Gruber, geboren in Wien, trat 1755 mit 15 Jahren dem Jesuitenorden bei und absolvierte den Großteil seiner Ausbildung und Studien in Österreich: Latein und Griechisch in Leoben (1757–1758), Theologie, Philosophie und Mathematik in Graz (1758 – 60), Sprachen in Wien (1760 – 61), Mathematik in Trnava, damals Ungarn (1761–62), und wieder Theologie in Wien (1763–67). 1766 wurde er in Graz zum Priester geweiht.

### Slowenien
1768 zog Gruber nach Ljubljana, wo er seit 1769 Mathematik, Mechanik, Hydraulik und Ingenieurwesen an der Schule für Maschinenbau in Ljubljana lehrte. Von 1772 bis 1781 war Gruber Direktor der Schifffahrtsdirektion in Ljubljana, die sich um die Verbesserung der Schifffahrt auf der Save, der Kolpa und der Ljubljanica kümmerte. Nach der Aufhebung der Gesellschaft Jesu durch Papst Clemens XIV 1773 blieb Gruber bis 1784 als Ingenieur am Hof Kaiser Josephs II.
Von 1772 bis 1780 wurde nach seinen Plänen der Gruberkanal gebaut, um den Wasserabfluss aus dem Laibacher Moor zu verbessern und so die Stadt Ljubljana vor Überschwemmungen zu schützen. Die Arbeiten wurden unter seiner Aufsicht bis 1777 durchgeführt, als er aufgrund starker Kostensteigerungen und sogar Zweifel an seiner Integrität durch Vincenc Struppi ersetzt wurde.
Zur gleichen Zeit war er Architekt und Erbauer des Gruber-Palastes – einem Rokoko-Gebäude, das ursprünglich sein Herrenhaus war –, das für seine Forschungen in Physik und Hydraulik genutzt wurde. Es hatte auch ein astronomisches Observatorium. Der Palast wurde 1887 von der Krainer Sparkasse gekauft und beherbergt seit 1965 das Archiv der Republik Slowenien.
1774 kaufte er den Hafen Viderčanov grad (Rosenbüchel) in Glince in Ljubljana (heute Vila Podrožnik). Nach dem Brand 1773 leitete er bis 1776 den Wiederaufbau des Jesuitengymnasiums St. Jakob in Ljubljana nach eigenen Plänen.

### Russland
1784 zog Gruber nach Russland, trat in das  Jesuitenkolleg in Polazk ein und lehrte dort von 1786 bis 1799 Architektur, Mechanik und Physik. 1800 wurde er Rektor des Jesuitenkollegs in St. Petersburg.  Unter Zar Alexander I. wurde er am 10. Okt. 1802 General der russischen Jesuitenprovinz. Gabriel Gruber starb 1805 in Sankt Petersburg.

## Würdigung
Nach Gruber ist in Ljubljana der Gruberkanal (Gruberjev Prekop) benannt.